# Teapacks

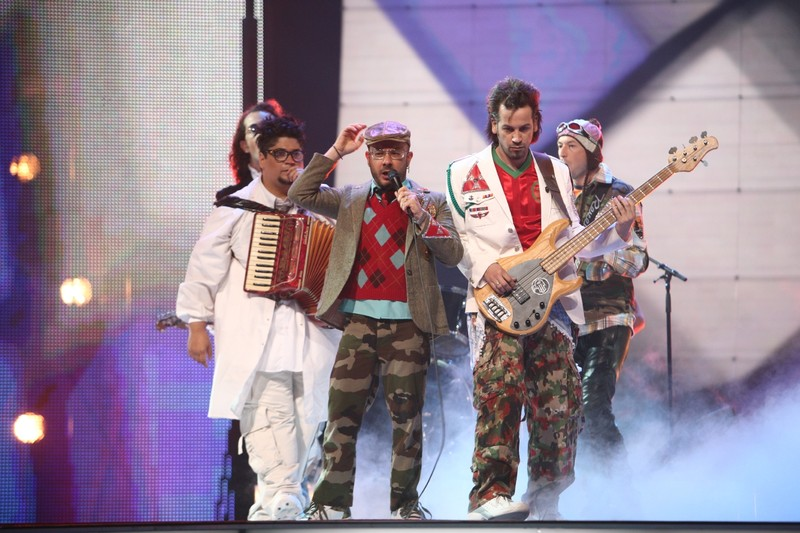
Teapacks im Halbfinale des Eurovision Song Contest 2007

Teapacks (Hebräisch: טיפקס) ist eine israelische Musikband.

## Bandgeschichte
Sie gründete sich 1988 im südisraelischen Sderot und nannte sich anfangs nach der Korrekturflüssigkeit Tipp-Ex. Die Band wurde populär durch ihre Kombination von traditioneller orientalischer Musik mit leicht ironischen Tendenzen. Ihr Frontman Kobi Oz ist für seine Exzentrik bekannt. Die Band produzierte sieben Alben und wurde von israelischen Radios zu der „Band des Jahres“ gewählt.
Mit dem Song Push The Button nahm sie an dem Eurovision Song Contest 2007 teil. Um das Lied gab es im Vorfeld des Wettbewerbs Streit, da Aussagen wie „Die Welt ist voll von Terror, und wenn einer einen Fehler macht, dann jagt er uns in die Luft“ zu politisch seien. Das sei nach Ansicht des ESC-Produzenten Kjell Ekholm ein Verstoß gegen das Reglement. Zu Push The Button äußert sich Kjell: „Es ist völlig klar, dass diese Art von Botschaft nicht für den Wettbewerb geeignet ist.“ Mit politisch sind Interpretationen gemeint, die den Text für eine Anspielung auf aktuelle politische Themen halten. So sei der iranischen Staatspräsidenten Mahmud Ahmadineschad und seine Drohung gemeint, Israel anzugreifen. Nach Kobi Oz will Teapacks mit Push The Button generell auf das Lebensgefühl vieler Menschen auf der Welt hinweisen, die mit unterschiedlichen Formen der Gewalt leben müssen, die „komische Gefühle“ erzeugen:
„Vielleicht leben die Leute, die gegen diesen Song sind, in einer Seifenblase. Sie wollen nur Lieder über Liebe, und Erdbeeren mit Schlagsahne. Süße Songs. Aber die Welt geht in eine andere Richtung. Es gibt Gewalt und komische Gefühle deshalb. Dieses Lied wird in Finnland für Ärger sorgen und die haben vor uns Angst.“
Trotz der Bedenken ließ die European Broadcasting Union am 14. März das Lied für den Eurovision Song Contest zu, wo es über einen 24. Platz im Halbfinale nicht hinaus kam.

## Diskografie

### Singles (Auswahl)
- 1993: בתוך נייר עיתון
- 1993: זמנים קטנים
- 1995: התחנה הישנה
- 1995: יש לי חברה
- 1995: והפעם שיר אהבה
- 1996: גבר רומנטי
- 1997: עוד שבת
- 1999: סמי וסומו
- 1999: כשאני איתך אני כמו דג (mit Sarit Hadad)
- 2001: יושבים בבית קפה
- 2006: פרח השכונות (mit Alma Zack)
- 2007: Push the Button (Kaftor Adom)
- 2016: מי הפרובינציאל?